# Louisa Stuart
Louisa Stuart (12 août 1757 - 4 août 1851) est un écrivain britannique des XVIIIe siècle et XIXe siècle.

## Jeunesse

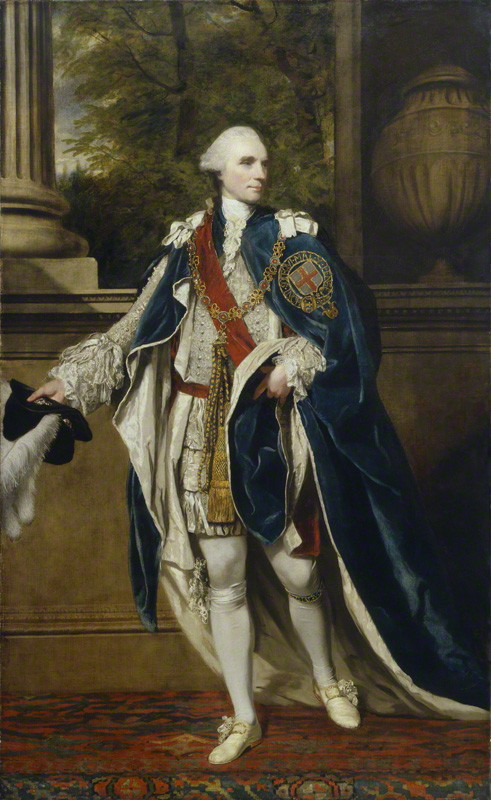
Le père de Stuart, le comte de Bute

Louisa Stuart est l'une des six filles de John Stuart (3e comte de Bute) (1713-1792), qui, au moment de sa naissance en 1757, est l'ami le plus proche du futur George III. Sa mère est Mary Stuart, comtesse de Bute (1718–1794). Lord et Lady Bute ont également cinq fils. Bien que Bute soit écossais, il passe une grande partie de son temps dans sa grande maison londonienne à Berkeley Square. En 1762, il achète la propriété de Luton Hoo dans le Bedfordshire.
George III accède au trône en 1760 et, en 1762, son ami Bute devient premier ministre. En tant qu'homme d'État, Bute est très impopulaire auprès des Anglais, pour diverses raisons. Il est un Écossais, un favori royal et un bel homme qui est critiqué pour sa vanité, et est constamment la cible de la satire politique mordante, du scandale et des potins. On lui prête une liaison avec la princesse Augusta de Saxe-Gotha (1719-1772), la veuve de Frédéric de Galles. Le ministère de Bute tombe en 1763, lorsque sa fille Louisa a cinq ans, et Bute se retire de la vie publique à Luton Hoo et se consacre ensuite à la botanique, à l'horticulture et à d'autres activités à la campagne.
La mère de Stuart, la comtesse de Bute, est elle-même la fille de la célèbre écrivaine et voyageuse Mary Wortley Montagu (1689–1762).
À l'âge de dix ans, elle commence à suivre les traces de sa grand-mère écrivaine. Elle commence un roman français et planifie une pièce romaine. Elle se sent menacée par ses frères, qui la taquinent à propos de son apprentissage.
Avec sa mère, la jeune Louisa Stuart assiste aux bals et aux soirées de la société londonienne, mais elle suit également la littérature du jour et correspond avec des amis. Elle a de grandes facultés d'observation depuis son plus jeune âge, et un cahier manuscrit subsiste dans lequel elle décrit son cercle.

## Frères et sœurs
Elle est la sœur de John Stuart (1er marquis de Bute) (1744-1814), député conservateur de 1766 à 1776, plus tard conseiller privé et membre de la Royal Society ; Charles Stuart (1753-1801), un soldat qui combat dans la Guerre d'indépendance des États-Unis et les guerres napoléoniennes et arrive au grade de Lieutenant général ; William Stuart (1755-1822), un membre du clergé qui devient archevêque d'Armagh, et James Stuart-Wortley-Mackenzie (1747-1818), un autre soldat qui lève le 92e régiment d'infanterie en 1779.
Ses sœurs sont Mary Stuart (v. 1741-1824), qui épouse James Lowther (1er comte de Lonsdale) ; Anne Stuart (née vers 1745), qui épouse Hugh Percy ; Jane Stuart (c. 1748-1828), qui épouse George Macartney, plus tard le premier comte Macartney ; et Caroline Stuart (avant 1763-1813), qui épouse John Dawson, plus tard premier comte de Portarlington.

## Déception amoureuse

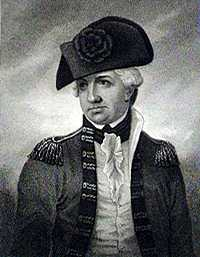
William Medows

En 1770, Louisa tombe amoureuse de son cousin, William Medows (1738–1813), le fils de Philip Medows de Nottinghamshire, gardien adjoint de Richmond Park, et de Frances Pierrepont, qui est, comme la mère de Louisa, une petite-fille d'Evelyn Pierrepont. Il a 31 ans et est lieutenant-colonel du 5e régiment d'infanterie, mais Lord Bute considère que ce n'est pas un mariage convenable et s'oppose à un mariage. Plus tard la même année, Medows épouse une autre femme, Frances Augusta Hammerton, et devient Lieutenant général, chevalier du bain et gouverneur général de Madras.
Louisa Stuart ne semble pas être redevenue amoureuse, mais elle a au moins deux autres soupirants. Le suivant est Henry Dundas (1742-1811), député de Midlothian et Lord Advocate d’Écosse, créé plus tard vicomte Melville. Il est un homme galant et beau qui a été marié mais est légalement séparé de sa femme. Sa dévotion inquiète la famille Bute, mais elle se révèle brève et ne fait qu'amuser Louisa. Son dernier prétendant sérieux est John Villiers (3e comte de Clarendon) (1757–1838). Il est le deuxième fils de Thomas Villiers (1er comte de Clarendon), et pendant un temps submerge Stuart de son admiration. Ses parents encouragent le mariage, et elle est tentée, mais elle décide finalement qu'un "mariage amoureux sans amour n'est qu'une mauvaise affaire". En conséquence, elle ne s'est jamais mariée. En 1791, Villiers épouse sa cousine Maria Eleanor Forbes, une fille de l'amiral John Forbes, et dans la vieillesse, il hérite des titres et des domaines de son frère aîné Thomas Villiers (2e comte de Clarendon) (1753-1824), qui ne s'est jamais marié.
Lorsque le comte de Strafford (1722-1791) devient veuf en 1785, les potins de la société lient rapidement son nom à celui de Stuart, ce qui amène Diana Beauclerk à dire: «Alors, Lady Louisa Stuart va épouser son arrière-grand-père, n'est-ce pas? "  Cependant, Stuart ne considère Strafford que comme un oncle âgé et non comme un prétendant, et il n'a pour sa part rien fait pour promouvoir une telle alliance.
Stuart devient plus tard une amie proche du romancier et poète Walter Scott (1771–1832), une amitié qui dure des années 1790 jusqu'à la mort de Scott en 1832. Scott envoie régulièrement son travail à Stuart pour son avis, la décrivant comme la meilleure critique de sa connaissance.

## Ouvrages

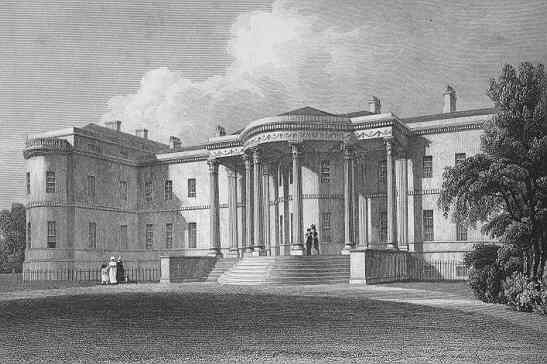
La maison familiale de Lady Louisa Stuart à Luton Hoo dans le Bedfordshire

Par peur de perdre son statut de dame de qualité, Stuart ne souhaite pas voir tout ce qu'elle a écrit publié sous son nom, et ce n'est qu'en 1895, plus de quarante ans après sa mort, que cela se produit,. La vie de Lockhart de Scott (1837–1838) contient plusieurs lettres de Walter Scott à Stuart. Dans une lettre à son éditeur Robert Cadell, Scott écrit: "J'espère que vous avez reçu les feuilles imprimées de Lady Louisa Stuart, mais pour votre vie, ne mentionnez pas son nom." .
Une grande partie de l'écriture de Stuart se présente toujours sous la forme de mémoires et de lettres non publiées, principalement adressées aux femmes mais l'intérêt pour son travail en tant qu'observatrice de son temps commence à augmenter vers la fin du XIXe siècle. Entre 1895 et 1898, Mme Godfrey Clark édite et publie trois volumes de l'ouvrage de Stuart intitulé Gleanings from an Old Portfolio (Correspondance of Lady Louisa Stuart), et James A. Home les a suivis avec Lady Louisa Stuart: Selections from her Manuscripts (New York & Londres, Harper Brothers, 1899) et avec deux volumes de Letters of Lady Louisa Stuart to Miss Louisa Clinton, publiés à Édimbourg en 1901 et 1903 .
Les mémoires de Stuart sur Lady Mary Coke, écrites en 1827, représentent Coke comme une femme vertueuse souffrant d'un mari brutal, mais aussi comme une reine de la tragédie soumise à la paranoïa. Son essai Anecdotes biographiques de Lady MW Montagu (publié anonymement comme introduction à l'édition de 1837 des Lettres et œuvres de Lady Mary Wortley Montagu) se concentre en grande partie sur le travail et la position politique du mari de Mary Edward Wortley Montagu, donnant à Stuart la possibilité d'exprimer ses propres opinions sur Wortley Montagu, Walpole, Harley, Halifax et les Whigs et Tories en général, démontrant sa propre loyauté envers les Tories. Devoney Looser considère que Stuart (qu'elle appelle « l'octogénaire socialement correct »)  est troublée par l'accent mis par sa grand-mère sur les intrigues sexuelles et dit que Stuart n'a pas vu le récit de Lady Mary de la Cour de George I lors de son adhésion comme une histoire.
Conscient de la poésie de Walter Scott, Alexander Pope et Samuel Johnson, Stuart écrit ses propres vers, notamment des fables et une ballade sur les frères cannibales et ce qui arrive à une malheureuse femme qui s'est mariée pour de l'argent.
Stuart n'est pas un Bluestocking, et bien que son écriture ait un soupçon d'humour malveillant, il manque leur admiration mutuelle. Elle a le mépris d'une grande dame pour l'habitude d'Elizabeth Montagu d'accueillir dans la société les personnes nées en dehors de son cercle, et elle ridiculise "les génies universitaires avec rien d'autre qu'un livre dans leurs poches".
Jill Rubenstein décrit Stuart comme "une conservatrice jusqu'aux os, n'ayant jamais pardonné la douleur infligée à son père par les attaques personnelles scandaleuses de Wilkes et d'autres" et compare sa politique à celle de Walter Scott, "un conservatisme de principe et cohérent".
Le professeur Karl Miller, dans le Oxford Dictionary of National Biography, loue les « magnifiques pièces d'écriture » de Stuart. Il rend également compte de ses incohérences. En ce qui concerne l'émancipation des femmes, elle est à la fois pour et contre, et même si elle favorise le vieil ordre politique et a une aversion pour la foule, elle admire également « la valeur humaine sans fioritures. » Miller appelle Stuart « le moins connu, mais en aucun cas le moins, des bons écrivains de sa longue vie. » 

## Dernières années
Dans ses dernières années, elle s'installe dans une maison à Londres au 108, Gloucester Place, Marylebone, et de là, elle marche à Regent's Park. À la maison, elle s'asseyait avec ses livres et, bien qu'elle soit un peu recluse, elle est parfois aussi très sociable. Elle détruit bon nombre de ses manuscrits, mais continue à écrire des lettres, à parler et à visiter de grandes maisons. Quelques mois avant sa mort, elle est esquissée par Sir George Hayter  et est décédée chez elle à Londres le 4 août 1851 .

### Par Stuart
- Anecdotes biographiques [par Lady Louisa Stuart, publiée de manière anonyme] est l'une des trois introductions à l'édition de 1837 des Lettres et œuvres de Lady Mary Wortley Montagu [14]
- Glanings from an Old Portfolio (Correspondance de Lady Louisa Stuart), éd. Mme Godfrey Clark (3 volumes, imprimés en privé, 1895–1898)
- Lady Louisa Stuart: sélections de ses manuscrits, éd. Le député. James A. Home (New York et Londres: Harper Brothers, 1899) [15]
- Lettres de Lady Louisa Stuart à Mlle Louisa Clinton, éd. Le député. James A. Home (Édimbourg: D. Douglas, 2 volumes, 1901 et 1903) [9]
- Les lettres de Lady Louisa Stuart, sélectionnées et avec une introduction de R. Brimley Johnson (Londres, John Lane The Bodley Head, 1926)
- Mémoire de Frances, Lady Douglas (Édimbourg et Londres, Scottish Academic Press, 1985)

### À propos de Stuart
- Harry Graham, Lady Louisa Stuart (1757–1851), Chapitre XVIII d' un groupe de femmes écossaises (New York, Duffield & Co., 1908)
- Susan Buchan, Lady Louisa Stuart: Her Memories and Portraits (Londres, Hodder & Stoughton, 1932, 275 pages, illustrées, avec tableau généalogique dépliable)
- Professeur Karl Miller, Authors (1989): recueil d'essais sur les auteurs, la plupart vivants, dont certains travaux sont pertinents pour la question de savoir ce que les auteurs signifient pour leurs lecteurs. Le livre est centré sur les écrits commémoratifs de Louisa Stuart et Primo Levi[16].
- Karl Miller, Stuart, Lady Louisa (1757–1851) dans le Oxford Dictionary of National Biography (2004, révisé pour l'édition en ligne 2006)[2].

## Portraits
Peu de portraits de Stuart survivent. En 1770, Johann Zoffany la peint avec ses sœurs, et ce portrait de groupe est utilisé pour la couverture des auteurs de Karl Miller (1989) . Un portrait de Stuart en tant que jeune femme par Mme Mee est reproduit dans Lady Louisa Stuart de James Home : sélections de ses manuscrits (1899) et est actuellement dans la collection d'Helen Storey, tout comme un médaillon contenant une mèche de cheveux . Une esquisse à l'huile de Stuart en 1851 par George Hayter  est utilisée pour illustrer le chapitre sur elle dans Un groupe de femmes écossaises de Harry Graham (1908), et fait alors partie de la collection d'un lieutenant-colonel Clinton ,. Une esquisse à la craie de J. Hayter datée de 1837 est dans une collection privée .